# Anne Berglund
Anne Berglund (* 1953) ist eine ehemalige dänische Badmintonspielerin, die für Østerbro BK startete. 

## Karriere
Zu Beginn ihrer Karriere gewann Anne Berglund elf Titel im Nachwuchsbereich in Dänemark. Bei den Erwachsenen siegte sie erstmals 1969 bei den Austrian International. Im gleichen Jahr wurde sie Junioreneuropameisterin. Bei der Europameisterschaft 1970 sicherte sie sich sowohl Bronze im Doppel mit Karin Jørgensen und als auch im Mixed mit Per Walsøe.

## Sportliche Erfolge
| Saison    | Veranstaltung                                    | Disziplin   | Platz | Name                                                         |
| --------- | ------------------------------------------------ | ----------- | ----- | ------------------------------------------------------------ |
| 1966/1967 | Dänemark: Einzelmeisterschaften der Junioren U15 | Dameneinzel | 1     | Anne Berglund, Østerbro BK                                   |
| 1967/1968 | Dänemark: Einzelmeisterschaften der Junioren U17 | Dameneinzel | 1     | Anne Berglund, Østerbro                                      |
| 1967/1968 | Dänemark: Einzelmeisterschaften der Junioren U17 | Mixed       | 1     | Harald Eriksen, København / Anne Berglund, Østerbro          |
| 1968      | Austrian International                           | Damendoppel | 1     | Anne Berglund / Bente Jeppensen                              |
| 1968/1969 | Dänemark: Einzelmeisterschaften der Junioren U17 | Damendoppel | 1     | Anne Berglund, Østerbro / Lene Køppen, Valby                 |
| 1968/1969 | Dänemark: Einzelmeisterschaften der Junioren U17 | Dameneinzel | 1     | Anne Berglund, Østerbro                                      |
| 1968/1969 | Dänemark: Einzelmeisterschaften der Junioren U17 | Mixed       | 1     | Søren Christensen, Kastrup-Magleby / Anne Berglund, Østerbro |
| 1969      | Junioren-Europameisterschaft                     | Dameneinzel | 1     | Anne Berglund                                                |
| 1969/1970 | Dänemark: Einzelmeisterschaften der Junioren U19 | Damendoppel | 1     | Anne Berglund, Østerbro BK / Lene Køppen, Valby              |
| 1969/1970 | Dänemark: Einzelmeisterschaften der Junioren U19 | Dameneinzel | 1     | Anne Berglund, Østerbro                                      |
| 1969/1970 | Dänemark: Einzelmeisterschaften der Junioren U19 | Mixed       | 1     | Flemming Delfs, København / Anne Berglund, Østerbro          |
| 1970      | Europameisterschaft                              | Damendoppel | 3     | Karin Jørgensen / Anne Berglund                              |
| 1970      | Europameisterschaft                              | Mixed       | 3     | Per Walsøe / Anne Berglund                                   |
| 1970/1971 | Dänemark: Einzelmeisterschaften der Junioren U19 | Mixed       | 1     | Søren Christensen / Anne Berglund, Østerbro                  |
| 1970/1971 | Dänemark: Einzelmeisterschaften der Junioren U19 | Damendoppel | 1     | Anne Berglund, Østerbro / Lene Køppen, Valby                 |
| 1971      | Junioren-Europameisterschaft                     | Damendoppel | 1     | Anne Berglund / Lene Køppen                                  |
| 1971      | Junioren-Europameisterschaft                     | Dameneinzel | 1     | Anne Berglund                                                |
| 1972      | US Open                                          | Damendoppel | 1     | Anne Berglund / Pernille Kaagaard                            |
| 1972      | Canadian Open                                    | Damendoppel | 1     | Anne Berglund / Pernille Kaagard                             |
| 1972      | Nordische Meisterschaften                        | Damendoppel | 1     | Lene Køppen / Anne Berglund                                  |